# Dilemma
Dilemma (Дилема) је ритам и блуз/реп дует певачице Кели Роуланд и репера Нелија. Песма је издата 2002. године. Спот је сниман на истом месту где је снимана серија „Очајне домаћице“. У споту, поред Нелија и Кели који певају и плешу, глуме певачица Пати ла Бел и бејзбол играч Лари Хју. Песму су критичари добро прихватили. Освојила је „Греми“ за најбољу реп сарадњу, и још многобројне номинације.
| Листа (2002)                                | Најбоља позиција |
| ------------------------------------------- | ---------------- |
| Аустралија                                  | 1                |
| Аустралија                                  | 2                |
| Белгија                                     | 1                |
| Канада                                      | 1                |
| Данска                                      | 2                |
| холандија                                   | 1                |
| Европа                                      | 1                |
| Финска                                      | 10               |
| Француска                                   | 6                |
| Немачка                                     | 1                |
| Мађарска                                    | 2                |
| Ирска                                       | 1                |
| Италија                                     | 3                |
| Нови Зеланд                                 | 2                |
| Норвешка                                    | 2                |
| Шведска                                     | 2                |
| Швајцарска                                  | 1                |
| Велика Британија                            | 1                |
| U.S. Billboard Hot 100                      | 1                |
| U.S. Billboard R&B/Hip-Hop Singles & Tracks | 1                |
| U.S. Billboard Top 40 Mainstream            | 1                |